# Stara vas
Stara vas – wieś w Słowenii, w gminie Postojna. W 2018 roku liczyła 162 mieszkańców.